# INFP
Thuật ngữ INFP, được viết tắt từ Introversion (Hướng nội) - INtuition (Trực giác) - Feeling (Tình cảm) - Perception (Linh hoạt), là một trong 16 loại tính cách trong Trắc nghiệm tính cách Myers-Briggs (MBTI). Nhóm người có tính cách đặc trưng là INFP (INFPs), được mệnh danh là Người hòa giải (Healer, Mediator), là một trong những nhóm hiếm nhất của 16 loại tính cách, chỉ chiếm 4% dân số thế giới. Nữ chiếm 2-3% dân số, Nam chiếm 1-1.5% dân số. INFPs thường được đánh giá là chu đáo, tận tâm, tiêu chuẩn cao, nhạy cảm, linh hoạt. INFP có 2 loại: INFP-A (Assertive Mediator) "Người hòa giải quyết đoán" và INFP-T (Turbulent Mediator) "Người hòa giải hỗn loạn".

## Overview (Tổng quan)
- Introversion: Ưa thích hướng nội nên thường có xu hướng thích sự yên tĩnh, chỉ thích tương tác với những người bạn thân thiết. Việc tiếp xúc xã hội với những người không quen khiến họ tổn thất nhiều năng lượng;
- iNtuition: Dùng trực giác nhiều hơn là cảm nhận cụ thể, vì vậy họ tập trung sự chú ý vào bức tranh toàn cảnh hơn là những chi tiết nhỏ nhặt, cũng như là những điều có thể xảy ra trong tương lai hơn là chú ý vào thực tại;
- Feeling: Thường có xu hướng đặt các tiêu chí khách quan lên trên các giá trị cá nhân, khi đưa ra quyết định họ thường dựa vào sự logic hơn là xem xét, cân nhắc sự ảnh hưởng của quyết định đó đến xã hội và những người khác.
- Perception: Không thích các nguyên tắc logic, khi giải quyết vấn đề họ rất linh hoạt, thường có xu hướng trì hoãn đưa ra các quyết định quan trọng. Họ thích các "lựa chọn mở" có thể thay đổi dễ dàng tùy hoàn cảnh.

## Features (Đặc điểm)
INFP là những nhà lý tưởng giàu trí tưởng tượng được dẫn dắt bởi chính niềm tin và các giá trị cốt lõi của họ. Họ tập trung nhiều năng lượng vào các cảm giác mãnh liệt và các giá trị đạo đức sâu sắc. INFP thường rất nhạy cảm, đồng cảm, có lòng vị tha và quan tâm đến sự phát triển của bản thân cũng như những người khác, và mong đợi mọi người cũng làm như vậy. Mang tư tưởng cá nhân nhưng cũng rất sáng tạo, linh hoạt và có hơi hướng nghệ thuật, và không hề phán xét trong việc đối xử với người khác vì họ biết rằng mỗi người có một con đường riêng của bản thân. INFP thật chất là những người có thể trao đổi cởi mở, hợp tác hỗ trợ nhưng có thể sẽ không thích khi các giá trị riêng của bản thân bị vi phạm.
Các INFP thường được coi là điềm tĩnh, kín đáo hoặc thậm chí nhút nhát. Tuy nhiên, đừng để vẻ bề ngoài đánh lừa. Dù các INFP có thể hơi thận trọng, nhưng không thể xem thường ngọn lửa và sự đam mê bên trong họ. Những người có loại tính cách này là thực sự rất trìu mến, một đặc điểm không thường thấy ở các loại tính cách khác. Lòng trắc ẩn của họ thực sự nồng nhiệt và lâu dài - nhưng các INFP sẽ sử dụng nó khá dè dặt, họ hướng nguồn năng lượng này đến với một vài người được chọn hoặc một nguyên nhân xứng đáng. Chủ nghĩa lý tưởng là ngọn cờ của những người mang tính cách INFP - và họ rất tự hào về nó. Thật không may, nó cũng khiến cho các INFP thường có thể cảm thấy bị hiểu lầm và bị cô lập, vì rất ít người mang chủ nghĩ lý tưởng như họ.
Những người mang loại tính cách INFP có một ý thức rõ ràng về danh dự, chúng truyền cảm hứng và thúc đẩy họ. Nếu ai đó muốn tìm hiểu một INFP, thì nó là rất quan trọng để biết những gì đã thúc đẩy họ và hiểu được nguyên nhân lựa chọn của họ.
Các INFP tìm kiếm sự hài hòa trong cuộc sống của họ và môi trường xung quanh, thường cảm thấy thất vọng vì tất cả những điều xấu xảy ra trên thế giới và cố gắng để tạo ra một cái gì đó tích cực. Những người có loại tính cách này có xu hướng nhìn sự vật và hành động từ quan điểm duy tâm, chứ không phải là từ tư duy logic. Họ đáp ứng với vẻ đẹp, đạo đức, đức hạnh chứ không phải là tiện ích, hiệu quả hoặc giá trị.
Các INFP thường nói những câu ẩn dụ và ngụ ngôn. Họ cũng có khả năng tuyệt vời trong việc sáng tạo ra các biểu tượng hay giải thích cách biểu tượng. Vì lý do này, các INFP có khả năng viết bẩm sinh và thích thơ. Loại tính cách này không sùng bái tư duy logic, không giống như các loại NT - theo quan điểm của họ, logic không phải là luôn luôn cần thiết. Các INFP sẽ thích thú thảo luận với giả thuyết hay triết học nhiều hơn bất kỳ loại nào khác.
Cuối cùng, hầu hết các INFP có khả năng nhận thấy những gợi ý tốt (dù là rất nhỏ) ở những người khác. Trong mắt của INFP, ngay cả những người ghê tởm nhất cũng sẽ có một cái gì đó xứng đáng với sự tôn trọng hoặc, ít nhất là sự cảm thông.
Tính cách đặc trưng của INFP: 
- Đồng cảm;
- Cởi mở;
- Có lý tưởng;
- Giàu trí tưởng tượng
- Giỏi giao tiếp bằng ngôn từ;
- Khao khát các mối quan hệ sâu sắc;
- Độc lập;
- Muốn làm hài lòng người khác.

## Relationships (Mối quan hệ)
Các INFP rất khó hiểu. Ngay cả người bạn thân nhất của họ thấy khó khăn để thuyết phục các INFP cởi mở và tiết lộ cảm xúc của mình - những người quen biết bình thường càng không thể hiểu chút gì về nội tâm của INFP. Những người có loại tính cách này không quan tâm nhiều về số lượng bạn bè mà họ có, họ quan tâm đến chất lượng của tình bạn hơn.
Những người bạn INFP đặc biệt trung thành và hay giúp đỡ. Họ cũng nhận biết được trạng thái tình cảm và cảm xúc của người khác, và đặc điểm này đã làm cho các INFP trở nên rất nhạy cảm và sâu sắc. Những người có loại tính cách này rất riêng tư khi nói đến cảm xúc của mình - một lần nữa, các INFP không cảm thấy thoải mái để lộ cảm xúc của họ với những người mà họ không biết rõ.
Những người bạn INFP là những người mạnh mẽ, đam mê và mang tính duy tâm - bên ngoài yên tĩnh và thoải mái của một INFP có thể bị đánh lừa. Mặt khác, hầu hết các INFP cần rất nhiều "thời gian một mình" và đặc điểm bí ẩn này đôi khi có thể gây nhầm lẫn, ngay cả người bạn thân nhất của mình.
Các INFP thường rất giỏi trong việc thấu hiểu những động cơ của người khác và không có khó khăn lọc ra những người đáng ngờ. Tuy nhiên, nếu các INFP quyết định cởi mở và bắt đầu tin tưởng người khác, họ sẽ hình thành một mối quan hệ rất mạnh mẽ và ổn định. Cũng cần lưu ý rằng các INFP cảm thấy rất tôn trọng những người có nguyên tắc và các giá trị giống như vậy - những quan niệm này rất thân thiết với những người có loại tính cách này.
INFP là những lịch thiệp trong việc giao tiếp, khuyến khích sự khám phá và lựa chọn các ý tưởng. Họ là những người chu đáo, giỏi lắng nghe và luôn cố gắng thích nghi với phong cách giao tiếp của mình với nhiều người khác.
Các INFP sẽ cảm thấy thỏa mái nhất khi kết bạn với những người mang đặc tính Feeling ( F ) - Tình cảm. Tính hợp lý và nhận thức "lạnh lùng" của đặc điểm Thinking ( T ) - Lý trí có thể được đe dọa họ, trong khi đặc điểm Judging ( J ) - Nguyên tắc có thể xuất hiện quá quyết đoán và cứng nhắc. Điều này không có nghĩa là INFP không thể giao tiếp với những người mang đặc điểm trên, chỉ có điều là họ khó có khả năng trở thành những người bạn thân.

### Điểm mạnh
- Quan tâm và lo lắng cho người khác.
- Trung thành và cam kết – họ muốn có mối quan hệ bền lâu.
- Nhạy cảm và mẫn cảm về những gì người khác cảm thấy.
- Có xu hướng đáp ứng nhu cầu của người khác.
- Dồi dào tình cảm yêu thương và quan tâm.
- Nuôi dưỡng, ủng hộ và khuyến khích mối quan hệ.
- Luôn phấn đấu để đôi bên cùng có lợi.
- Có thể bày tỏ cảm xúc tốt.
- Thường dễ nhận biết và thông cảm nhu cầu cần không gian riêng của người khác.
- Linh hoạt và đa dạng.

### Điểm yếu
- Có thể phản ứng rất mãnh liệt trong những tình huống căng thẳng.
- Không muốn người khác khám phá "thế giới riêng" của họ.
- Có thể có xu hướng nhút nhát và kín đáo.
- Cực kỳ không thích sự chỉ trích.
- Cực kỳ không thích xung đột.
- Cảm thấy khó khăn khi khiển trách hay trừng phạt người khác.
- Rất cần có sự khen ngợi và khẳng định tích cực.
- Xu hướng cầu toàn có thể khiến họ không tự khen ngợi bản thân.
- Cảm thấy khó khăn từ bỏ một mối quan hệ xấu.
- Có xu hướng dè dặt trong biểu lộ cảm xúc của họ.
- Có xu hướng tự khiển trách mình về những việc xảy ra và nhận lãnh hoàn toàn trách nhiệm về mình.

## Works (Công việc)

### Điểm mạnh của INFP trong công việc
- Đam mê và tràn đầy năng lượng. Các INFP có xu hướng rất mạnh mẽ khi nói đến nguyên nhân mà họ tin tưởng và sẵn sàng chiến đấu cho điều đó. Trông họ có vẻ yên tĩnh và thậm chí nhút nhát trước công chúng, nhưng đừng đánh giá thấp niềm đam mê của họ.
- Rất sáng tạo. Các INFP dễ dàng thấu hiểu và giải thích các dấu hiệu và ý nghĩa ẩn dụ bên trong - Hơn nữa, sự phát triển mạnh về trực giác đã giúp họ sâu chuỗi các sự kiện và nảy ra những điều thú vị hay những ý tưởng khác thường.
- Tư tưởng thoáng và linh hoạt. Các INFP không thích bị hạn chế bởi quy tắc và họ không thích bị áp đặt. Họ có xu hướng khá tự do, tinh thần phóng thoáng cởi mở, miễn là các nguyên tắc và ý tưởng của họ không bị xâm phạm.
- Đầy lý tưởng. Các INFP có lẽ là duy tâm nhất trong tất cả các loại cá tính, tin rằng mọi người vốn tốt và tất cả mọi người nên làm hết sức mình để chống lại cái ác và bất công trên thế giới.
- Tìm kiếm và giá trị cao sự hài hòa. Các INFP không muốn thống trị và họ làm việc hết sức để đảm bảo rằng ý kiến của tất cả mọi người có đều giá trị và được lắng nghe.
- Rất tận tâm và cần cù. Như đã đề cập ở trên, các INFP đều rất đam mê và đầy lý tưởng. Không mấy ngạc nhiên khi họ thậm chí còn có thể cống hiến một cách đáng kinh ngạc cho mục tiêu mà họ đã lựa chọn hoặc một tổ chức nào đó. Họ không dễ bỏ cuộc chỉ vì mọi người không tán thành với nguyên nhân của họ hay vì nó quá khó khăn để thực hiện.

### Điểm yếu của INFP trong công việc
- Quá vị tha. Các INFP có thể được quá tập trung vào làm những việc tốt và giúp đỡ những người khác mà họ có thể bỏ qua nhu cầu của họ. Ngoài ra, họ có thể chiến đấu cho sự nghiệp của họ lựa chọn bỏ qua tất cả mọi thứ khác trong cuộc sống.
- Không thích làm việc với dữ liệu. Các INFP rất giỏi bắt nhịp với những cảm xúc và đạo đức, nhưng họ có thể gặp khó khăn khi đối phó với các sự kiện và dữ liệu, ví dụ như phân tích các kết nối hoặc tìm kiếm sự khác biệt.
- Khó hiểu. Những người có các loại tính cách INFP có xu hướng riêng tư, kín đáo. Họ cũng khá e dè, ngượng ngùng.
- Tư tưởng cá nhân cao. Các INFP rất trân trọng lý tưởng của họ và cảm thấy rất khó khăn để chấp nhận những lời chỉ trích, tiếp nhận lời bình một cách cá nhân. Họ cũng có xu hướng tránh những tình huống xung đột, luôn luôn tìm kiếm một giải pháp thỏa mãn tất cả mọi người.
- Có thể là quá lý tưởng. Các INFP dễ bị quá mơ mộng và lý tưởng, đặc biệt là khi nói đến mối quan hệ lãng mạn. Họ có thể lý tưởng hóa - hoặc thậm chí thần tượng - đối tác của họ, mà quên rằng không ai là hoàn hảo.
- Không thực tế. Các INFP không thực sự cảm thấy những điều thực tế là quan trọng. Họ thậm chí có thể quên ăn uống nếu họ đang làm điều gì đó phấn khích và thúc đẩy họ.

## Jobs (Sự nghiệp)
Đúng với tính cách của một INFP, khi họ tìm kiếm một công việc, họ luôn chú tâm đến điều mà họ thích làm nhất, đó là công việc tự chủ, sáng tạo, phù hợp với các giá trị cá nhân của họ để giúp đỡ, cải thiện hoàn cảnh cho người khác. INFP luôn được thúc đẩy bởi tầm nhìn và cảm hứng, muốn được đặt dấu ấn cá nhân vào công việc nhưng cũng rất hợp tác, hỗ trợ và linh hoạt với mọi người.
Các công việc phù hợp với INFP (Tham khảo)
- Nhà văn.
- Nhà tâm lý học.
- Giáo viên / Giáo sư.
- Cố vấn / Nhân Viên Xã Hội.
- Nhạc sĩ.
- Nhà tâm thần học.
- Tăng lữ / Người hoạt động tôn giáo.

## Famous INFPs and Quotes (Người nổi tiếng và Châm ngôn)
- Thánh John, Tổng đồ được chúa Jesus yêu mến nhất
- William Shakespeare, Nhà soạn kịch lỗi lạc người Anh
- Jean-Jacques Rousseau, Nhà Triết học và văn học.
- Julia Roberts, Diễn viên nổi tiếng
- C.S. Lewis, Tác giả của 'The Chronicles of Narnia'
- J.K. Rowling, Tác giả của 'Harry Potter'
- Antoine de Saint-Exupery, Tác giả 'The Little Prince'
- A. A. Milne, Tác giả của 'Winnie The Pooh'
- Helen Keller, Nhà văn người Mỹ "Security is mostly a superstition. It does not exist in nature, nor do the children of men as a whole experience it. Avoiding danger is no safer in the long run than outright exposure. Life is either a daring adventure, or nothing."